# Боазмон (Долина Оазе)
Боазмон (фр. Boisemont (Val-d'Oise)) је насељено место у Француској у региону Париски регион, у департману Долина Оазе.
По подацима из 2011. године у општини је живело 746 становника, а густина насељености је износила 269,31 становника/km².

## Демографија
| 1962. | 1968. | 1975. | 1982. | 1990. | 2011. |
| ----- | ----- | ----- | ----- | ----- | ----- |
| 298   | 336   | 382   | 464   | 598   | 746   |